# Kostel svatého Petra a Pavla (Dolní Kounice)
Kostel svatého Petra a Pavla je římskokatolický chrám ve městě Dolní Kounice v okrese Brno-venkov. Je farním kostelem dolnokounické farnosti a je chráněn jako kulturní památka

## Historie
Poprvé je kostel v Kounicích zmíněn v donační listině nově založeného kláštera premonstrátek, která se hlásí do roku 1183 a která je falzem z konce 13. století (avšak zřejmě vycházející z pravdivých údajů), a v Jarlochově letopisu v roce 1185. Více o něm není známo.
V roce 1411 byl na pravém břehu Jihlavy postaven gotický dvojlodní kostel svatého Petra a Pavla. Nacházel se severně od návsi, v klínu mezi dnešním Masarykovým náměstím a ulicí Farní, za domy Masarykovo náměstí 14–19. Kolem něj byl zřízen hřbitov. Chrám byl poměrně malý a postupem času už nevyhovoval svou kapacitou, navíc trpěl častým rozvodňováním řeky. Při velké povodni v noci z 1. na 2. února 1862 byl natolik poškozen, že musel být uzavřen. Dalších 17 let byly bohoslužby pořádány v kapli svatého Fabiána a Šebestiána. Starý kostel byl nakonec v roce 1881 zbořen.
Provizorium bez vyhovujícího farního kostela trvalo 17 let, ačkoli snahy postavit nový chrám započaly ještě za existence starého. Stavba nového kostela byla zahájena v roce 1877, základní kámen byl slavnostně posvěcen v dubnu 1878. Nová stavba se nachází na východní straně dnešního Masarykova náměstí, v místě, kde předtím stála renesanční radnice a měšťanský Kölblův dům. Obě budovy byly kostelním výborem již předtím vykoupeny a v roce 1875 zbourány. Nový kostel navrhl architekt Schleps z Valtic, podrobný projekt zpracoval dolnokounický Antonín Strnad. Jedná se o novorenesanční sálové trojlodí, které uzavírá půlkruhově zakončené kněžiště; nad průčelím se nachází hranolová zvonice. Je dlouhý 45 metrů, široký 21 metrů, věž měří 41,6 metrů. Kostel byl dokončen roku 1879, 19. října toho roku byl benedikován. K vysvěcení došlo 25. června 1889 brněnským biskupem Františkem Saleským Bauerem. Patronkou kostela se stala hraběnka Terezie Herbersteinová, majitelka dolnokounického zámku, která též na jeho stavbu věnovala 15 000 zlatých. O náklady na stavbu se podělily všechny obce farnosti. V interiéru kostela se nachází některé vybavení ze starého chrámu (kazatelna z roku 1618, sochy z oltáře, a další) a renesanční portál ze zbořené radnice byl zasazen do ohradní zdi východně od kněžiště.